# Financieringstekort
Het financieringstekort is het (veelal negatieve) saldo van lopende uitgaven en de inkomsten van de overheid van een land. De aflossingen op de staatsschuld worden daarbij niet meegerekend. Door het financieringstekort neemt de staatsschuld toe. In de politieke besluitvorming speelt het financieringstekort een grotere rol dan het begrotingstekort.
Als de lopende uitgaven lager zijn dan de inkomsten, dan is er sprake van een financieringsoverschot. In dit geval neemt de staatsschuld af.
|                                | voorbeeld 1 | voorbeeld 2 |
| ------------------------------ | ----------- | ----------- |
| inkomsten                      | 200         | 200         |
| uitgaven exclusief aflossingen | 205         | 195         |
| financieringssaldo             | -5          | +5          |
| aflossingen                    | 20          | 20          |
| begrotingstekort               | 25          | 15          |